# Lilium leichtlinii
Lilium leichtlinii är en liljeväxtart som beskrevs av Joseph Dalton Hooker. Lilium leichtlinii ingår i släktet liljor, och familjen liljeväxter.

## Underarter
Arten delas in i följande underarter:
- L. l. leichtlinii
- L. l. maximowiczii

## Bildgalleri

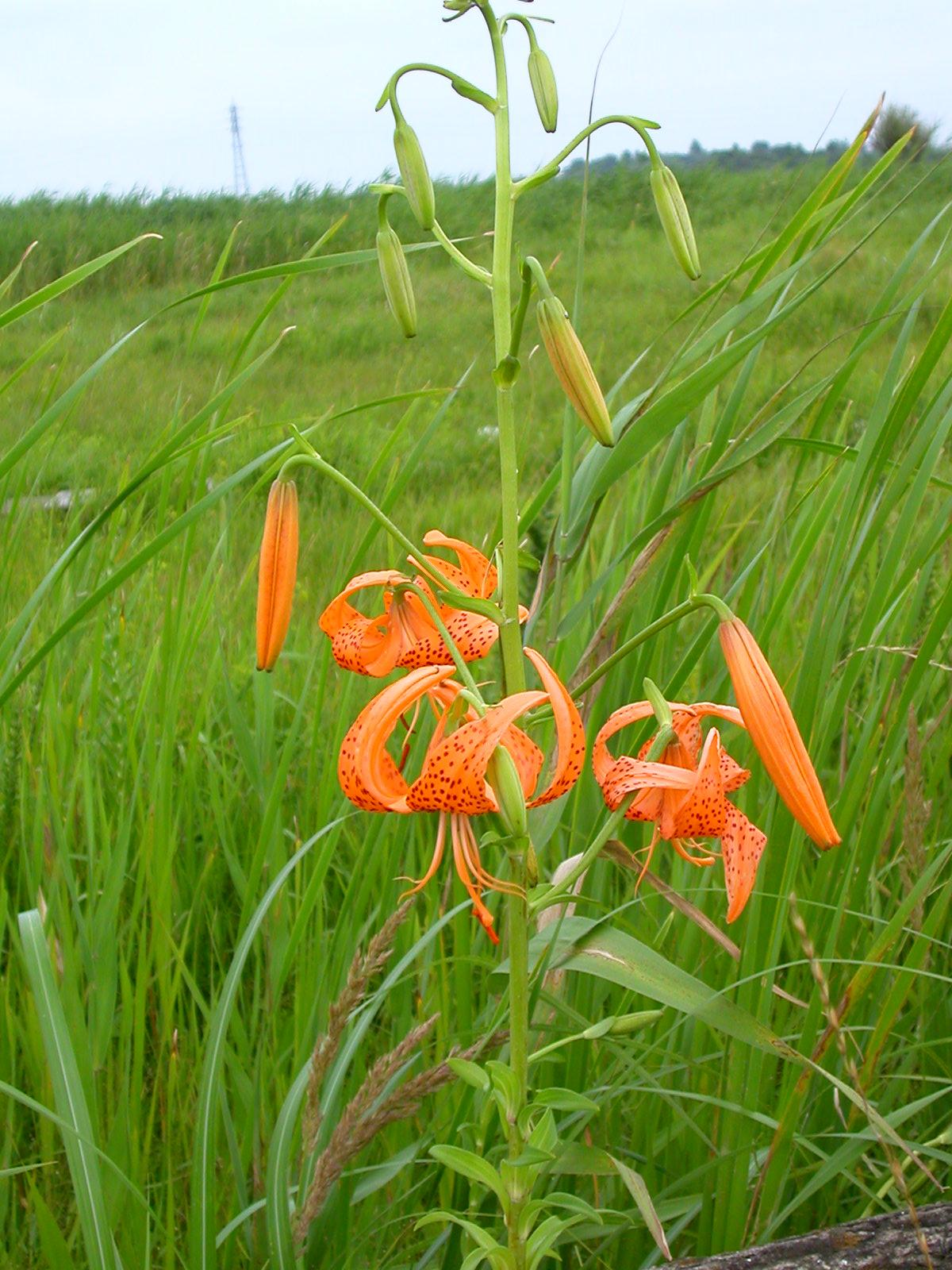
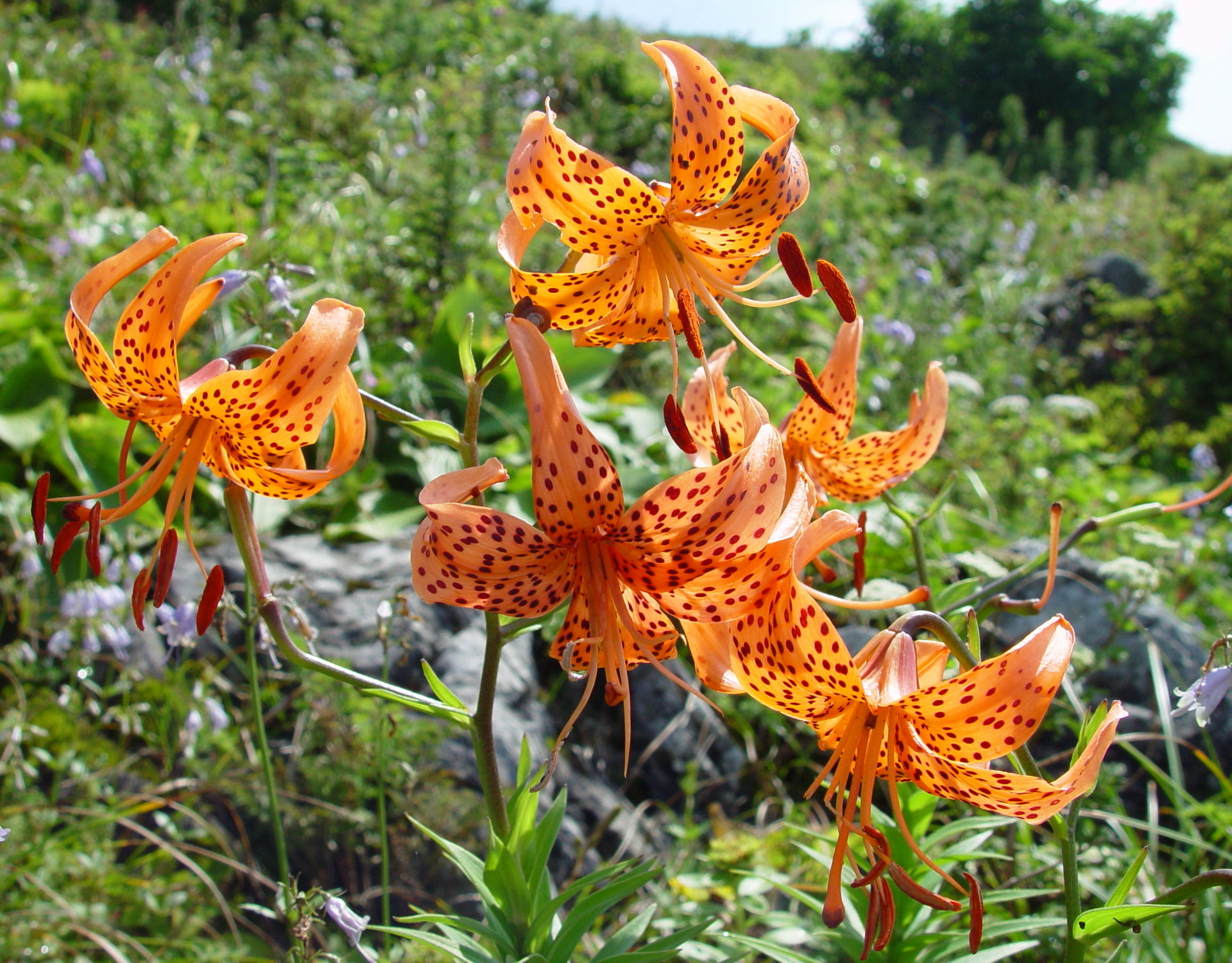
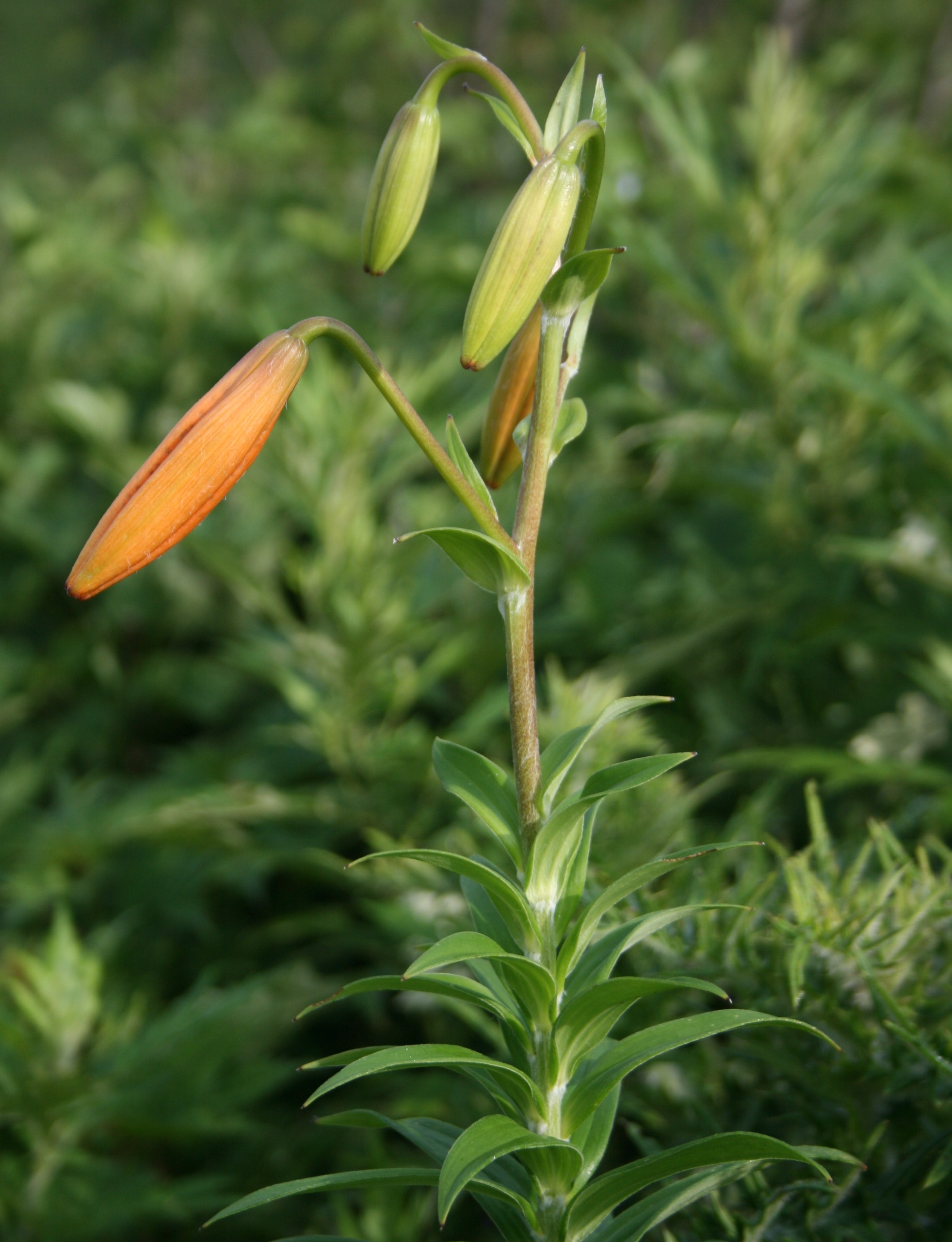
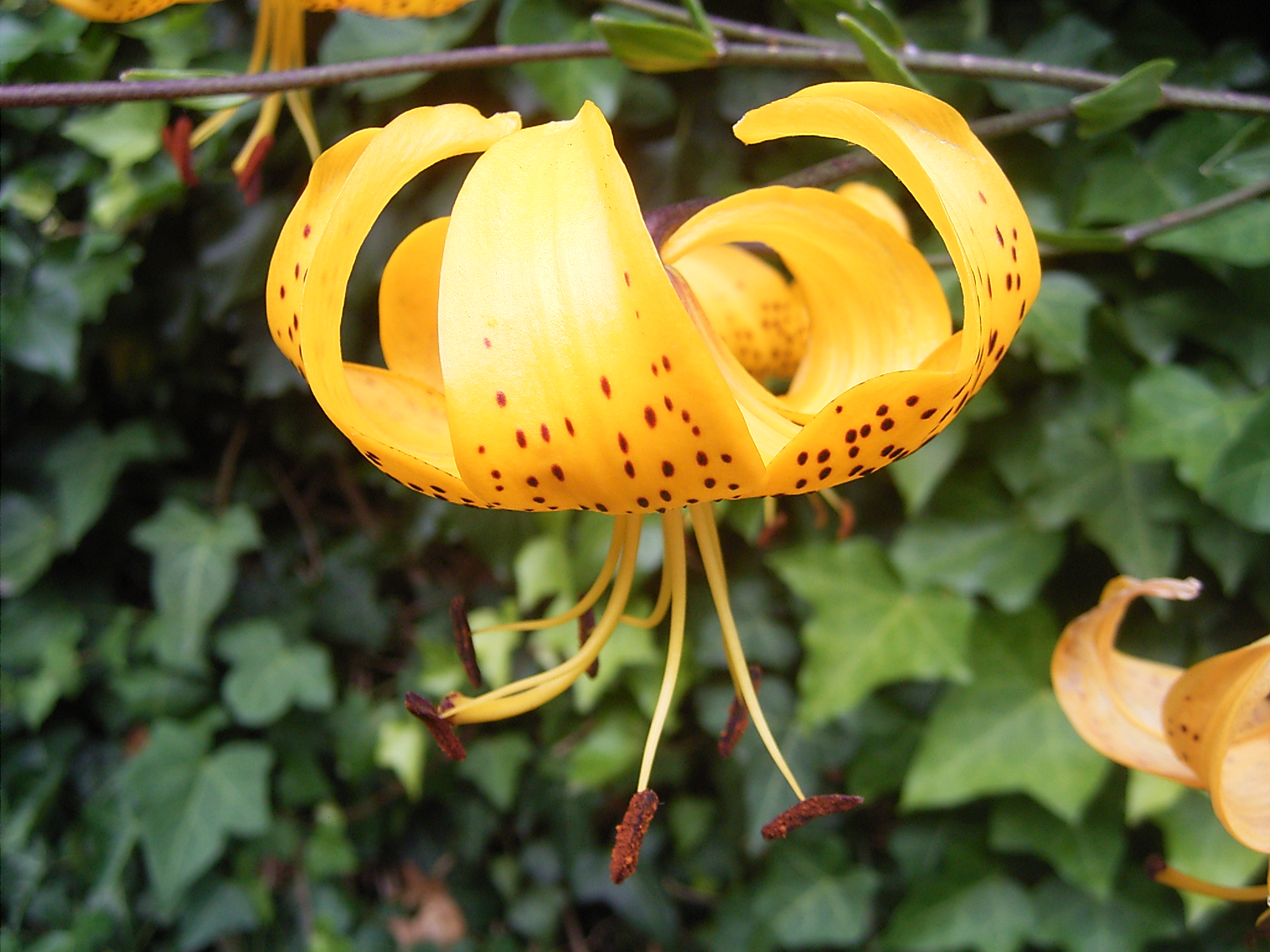
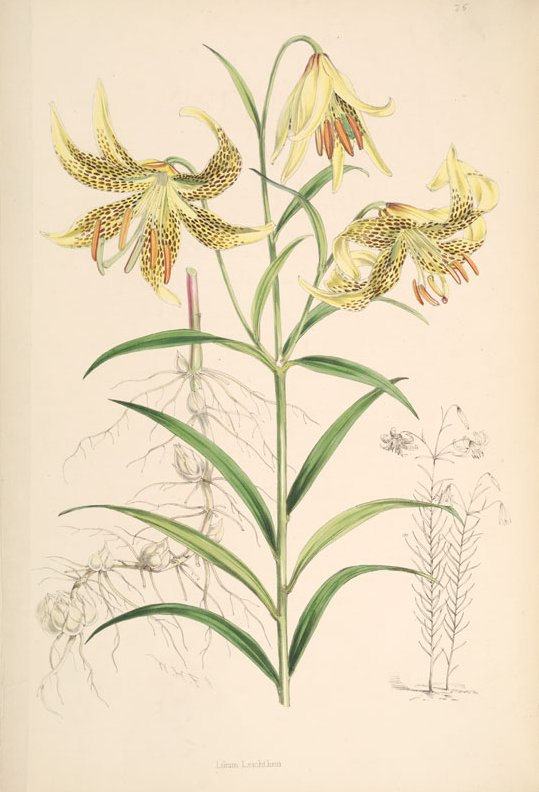
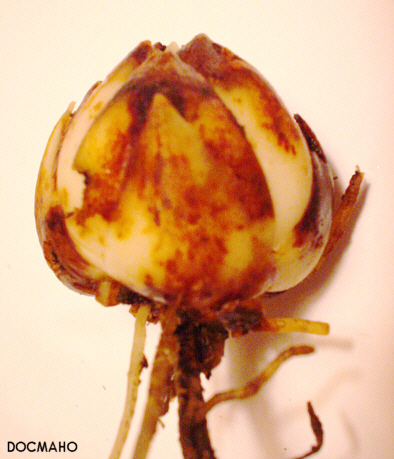